# Llista de medallistes olímpics de bàsquet
Aquesta és una llista dels medallistes olímpics de bàsquet:

## Medallistes

### Categoria masculina

#### Bàsquet 5x5
| Edició               | Or | Argent | Bronze |
| 1936 Berlín          | Estats UnitsSam Balter · Ralph Bishop · Joe Fortenberry · Tex Gibbons · Francis Johnson · Carl Knowles · Frank Lubin · Art Mollner · Donald Piper · Jack Ragland · Willard Schmidt · Carl Shy · Duane Swanson · Bill Wheatley                        | CanadàGordon Aitchison · Ian Allison · Art Chapman · Chuck Chapman · Edward Dawson · Irving Meretsky · Doug Peden · James Stewart · Malcolm Wiseman | Mèxic Carlos Borja · Hugo Borja · Rodolfo Choperena · Luis de la Vega · Raúl Fernández · Andrés Gómez · Silvio Hernández · Francisco Martínez · Jesús Olmos · José Pamplona · Greer Skousen                                                                     |
| 1948 Londres         | Estats Units Cliff Barker · Don Barksdale · Ralph Beard · Lew Beck · Vince Boryla · Gordon Carpenter · Alex Groza · Wah Wah Jones · Bob Kurland · Ray Lumpp · Robert Pitts · Jesse Renick · Jackie Robinson · Kenny Rollins                          | França André Barrais · Michel Bonnevie · André Buffière · René Chocat · René Dérency · Maurice Desaymonnet · André Even · Maurice Girardot · Fernand Guillou · Raymond Offner · Jacques Perrier · Yvan Quénin · Lucien Rebuffic · Pierre Thiolon                    | Brasil Algodão · João Bráz · Ruy de Freitas · Marcus Vinícius Dias · Affonso Évora · Alexandre Gemignani · Alfredo da Motta · Alberto Marson · Nilton Pacheco · Massinet Sorcinelli                                                                             |
| 1952 Hèlsinki        | Estats UnitsRon Bontemps · Mark Freiberger · Wayne Glasgow · Charlie Hoag · Bill Hougland · John Keller · Dean Kelley · Bob Kenney · Bob Kurland · Bill Lienhard · Clyde Lovellette · Frank McCabe · Dan Pippin · Howie Williams                     | Unió SovièticaStepas Butautas · Nodar Dzhordzhikiya · Anatoly Konev · Otar Korkiya · Heino Kruus · Ilmar Kullam · Justinas Lagunavičius · Joann Lõssov · Aleksandr Moiseyev · Yuri Ozerov · Kazys Petkevičius · Stasys Stonkus · Maigonis Valdmanis · Víktor Vlasov | UruguaiMartín Acosta y Lara · Enrique Baliño · Victorio Cieslinskas · Héctor Costa · Nelson Demarco · Héctor García Otero · Tabaré Larre Borges · Adesio Lombardo · Roberto Lovera · Sergio Matto · Wilfredo Peláez · Carlos Roselló                            |
| 1956 Melbourne       | Estats UnitsK.C. Jones · Burdette Haldorson · Carl Cain · Gilbert Ford · Richard Boushka · James Walsh · Charles Darling · Bill Evans · Bill Hougland · Robert Jeangerard · Bill Russell · Ronald Tomsic                                             | Unió SovièticaArkadi Bochkaryov · Maigonis Valdmanis · Víktor Zubkov · Jānis Krūmiņš · Algirdas Lauritėnas · Valdis Muižnieks · Yuri Ozerov · Kazys Petkevičius · Michail Semyonov · Stasys Stonkus · Michail Studenezki · Vladimir Torban                          | UruguaiCarlos Blixen · Ramiro Cortes · Héctor Costa · Nelson Chelle · Nelson Demarco · Héctor García Otero · Carlos González · Sergio Matto · Oscar Moglia · Raúl Mera · Ariel Olascoaga · Milton Scarón                                                        |
| 1960 Roma            | Estats UnitsJay Arnette · Walt Bellamy · Bob Boozer · Terry Dischinger · Burdette Haldorson · Darrall Imhoff · Allen Kelley · Lester Lane · Jerry Lucas · Oscar Robertson · Adrian Smith · Jerry West                                                | Unió SovièticaYury Komeyev · Jānis Krūmiņš · Guram Minaschvili · Valdis Muižnieks · Cesars Ozers · Aleksandr Petrov · Michail Semyonov · Vladimir Ugrekelidze · Maigonis Valdmanis · Albert Valtin · Gennadi Volnov · Víktor Zubkov                                 | BrasilEdson dos Santos · Moyses Blas · Waldemar Blatkauskas · Algodão · Carmo de Souza · Carlos Domingos Massoni · Waldyr Boccardo · Wlamir Marques · Amaury Pasos · Fernando Pereira · Antonio Sucar · Jatyr Schall                                            |
| 1964 Tòquio          | Estats UnitsJim Barnes · Bill Bradley · Larry Brown · Joe Caldwell · Mel Counts · Dick Davies · Walt Hazzard · Lucious Jackson · John McCaffrey · Jeff Mullins · Jerome Shipp · George Wilson                                                        | Unió SovièticaArmenak Alachachian · Nikolai Baglei · Vyacheslav Chrynin · Juris Kalnins · Yury Korneyev · Jānis Krūmiņš · Jaak Lipso · Levan Mosechvili · Valdis Muižnieks · Aleksandr Petrov · Aleksandr Travin · Gennadi Volnov                                   | BrasilEdson dos Santos · Friedrich Braun · Carmo de Souza · Carlos Domingos Massoni · Wlamir Marques · Victor Mirshawka · Amaury Pasos · Ubiratan Pereira Maciel · Antonio Sucar · Jatyr Eduardo Schall · José Edvar Simoes · Sergio de Toledo                  |
| 1968 Ciutat de Mèxic | Estats UnitsMichael Barrett · John Clawson · Donald Dee · Calvin Fowler · Spencer Haywood · Bill Hosket · Jim King · Glynn Saulters · Charles Scott · Michael Silliman · Ken Spain · Joseph White                                                    | IugoslàviaDragutin Čermak · Krešimir Ćosić · Vladimir Cvetković · Ivo Daneu · Radivoj Korać · Trajko Rajković · Zoran Maroević · Dragoslav Ražnjatović · Petar Skansi · Damir Solman · Nikola Plećaš · Aljoša Zorga                                                 | Unió SovièticaAnatoli Polivoda · Anatoli Krikun · Vadim Kapranov · Vladímir Andréiev · Sergei Kovalenko · Modestas Paulauskas · Jaak Lipso · Gennadi Volnov · Priit Tomson · Zurab Sakandelidze · Yury Selichov · Serguei Belov                                 |
| 1972 Múnic           | Unió SovièticaAnatoli Polivoda · Modestas Paulauskas · Zurab Sakandelidze · A. Zharmukhamedov · Aleksandr Boloshev · Ivan Edeshko · Serguei Belov · Mikheil Korkiya · Ivan Dvorny · Gennadi Volnov · Alexander Belov · Sergei Kovalenko              | Estats UnitsKenneth Davis · Doug Collins · Tom Henderson · Mike Bantom · Bobby Jones · Dwight Jones · James Forbes · Jim Brewer · Tom Burleson · Tom McMillen · Kevin Joyce · Ed Ratleff                                                                            | CubaJuan Domecq · Ruperto Herrera · Juan Roca · Pedro Chappé · Miguel Pozo · Rafael Canizares · Conrado Perez · Miguel Calderon · Tomas Herrera · Oscar Varona · Alejandro Urgelles · Franklin Standard                                                         |
| 1976 Mont-real       | Estats UnitsPhil Ford · Steve Sheppard · Adrian Dantley · Walter Davis · Quinn Buckner · Ernie Grunfeld · Kenneth Carr · Scott May · Tate Armstrong · Tom LaGarde · Phil Hubbard · Mitch Kupchak                                                     | IugoslàviaBlagoje Georgijevski · Dragan Kićanović · Vinko Jelovac · Rajko Žižic · Željko Jerkov · Andro Knego · Zoran Slavnić · Krešimir Ćosić · Damir Solman · Žarko Varajić · Dražen Dalipagić · Mirza Delibašić                                                  | Unió SovièticaVladimir Arsamaskov · Aleksandr Salnikov · Valeri Miloserdov · A. Zharmukhamedov · Andrei Makeyev · Ivan Edeshko · Serguei Belov · Vladimir Tkachenko · Anatoli Myshkin · Mikheil Korkiya · Alexander Belov · Vladimir Zhigily                    |
| 1980 Moscou          | IugoslàviaAndro Knego · Dragan Kićanović · Rajko Žižic · Mihovil Nakić · Željko Jerkov · Branko Skroce · Zoran Slavnić · Krešimir Ćosić · Ratko Radovanović · Duje Krstulović · Dražen Dalipagić · Mirza Delibašić                                   | ItàliaRomeo Sacchetti Roberto Brunamonti Michael Silvester Enrico Gilardi Fabrizio Della Fiori Marco Solfrini Marco Bonamico Dino Meneghin Renato Villalta Renzo Vecchiato Pierluigi Marzorati Pietro Generali                                                      | Unió SovièticaStanislav Eremin · Valeri Miloserdov · Sergei Tarakanov · Aleksandr Salnikov · Andrei Lopatov · Nikolai Derugin · Serguei Belov · Vladimir Tkachenko · Anatoli Myshkin · Sergėjus Jovaiša · Alexander Belostenny · Vladimir Zhigily               |
| 1984 Los Angeles     | Estats UnitsSteve Alford · Leon Wood · Patrick Ewing · Vern Fleming · Alvin Robertson · Michael Jordan · Joe Kleine · Jon Koncak · Wayman Tisdale · Chris Mullin · Sam Perkins · Jeffrey Turner                                                      | EspanyaJosé Manuel Beiran · José Luis Llorente · Fernando Arcega · Josep Maria Margall · Andrés Jiménez · Fernando Romay · Fernando Martín · Juan Antonio Corbalán · Ignacio Solozábal · Juan Domingo de la Cruz · Juan López Iturriaga · Juan Antonio San Epifanio | IugoslàviaDražen Petrović · Aleksandar Petrović · Nebojša Zorkić · Rajko Žižic · Ivan Sunara · Emir Mutapčić · Sabit Hadžić · Andro Knego · Ratko Radovanović · Mihovil Nakić-Vojnović · Dražen Dalipagić · Branko Vukićević                                    |
| 1988 Seül            | Unió SovièticaAleksandr Volkov · Tiit Sokk · Sergei Tarakanov · Šarūnas Marčiulionis · Igors Miglinieks · Valeri Tichonenko · Rimas Kurtinaitis · Arvydas Sabonis · Víktor Pankrashin · Valdemaras Chomičius · Alexander Belostenny · Valery Goborov | IugoslàviaDražen Petrović · Zdravko Radulović · Zoran Čutura · Toni Kukoč · Žarko Paspalj · Željko Obradović · Jure Zdovc · Stojko Vranković · Vlade Divac · Franjo Arapović · Dino Rađa · Danko Cvjetičanin                                                        | Estats UnitsMitch Richmond · Charles E. Smith · Charles D. Smith · Bimbo Coles · Jeff Grayer · Willie Anderson · Stacey Augmon · Dan Majerle · Danny Manning · J. R. Reid · David Robinson · Hersey Hawkins                                                     |
| 1992 Barcelona       | Estats UnitsCharles Barkley · Larry Bird · Clyde Drexler · Patrick Ewing · Magic Johnson · Michael Jordan · Christian Laettner · Karl Malone · Chris Mullin · Scottie Pippen · David Robinson · John Stockton                                        | CroàciaVladan Alanović · Franjo Arapović · Danko Cvjetičanin · Alan Gregov · Arijan Komazec · Toni Kukoč · Aramis Naglić · Velimir Perasović · Dražen Petrović · Dino Rađa · Žan Tabak · Stojko Vranković                                                           | LituàniaRomanas Brazdauskis · Valdemaras Chomičius · Darius Dimavičius · Gintaras Einikis · Sergėjus Jovaiša · Artūras Karnišovas · Gintaras Krapikas · Rimas Kurtinaitis · Šarūnas Marčiulionis · Alvydas Pazdrazdis · Arvydas Sabonis · Arūnas Visockas       |
| 1996 Atlanta         | Estats UnitsCharles Barkley · Grant Hill · Anfernee Hardaway · David Robinson · Scottie Pippen · Mitch Richmond · Reggie Miller · Karl Malone · John Stockton · Shaquille O'Neal · Gary Payton · Hakeem Olajuwon                                     | IugoslàviaMiroslav Berić · Dejan Bodiroga · Predrag Danilović · Vlade Divac · Aleksandar Đorđević · Nikola Lončar · Saša Obradović · Žarko Paspalj · Željko Rebrača · Zoran Savić · Dejan Tomašević · Milenko Topić                                                 | LituàniaGintaras Einikis · Andrius Jurkūnas · Artūras Karnišovas · Rimas Kurtinaitis · Darius Lukminas · Šarūnas Marčiulionis · Tomas Pačėsas · Arvydas Sabonis · Saulius Štombergas · Rytis Vaišvila · Eurelijus Žukauskas · Mindaugas Žukauskas               |
| 2000 Sydney          | Estats Units Shareef Abdur-Rahim · Ray Allen · Vin Baker · Vince Carter · Kevin Garnett · Tim Hardaway · Allan Houston · Jason Kidd · Antonio McDyess · Alonzo Mourning · Gary Payton · Steve Smith                                                  | França Jim Bilba · Yann Bonato · Makan Dioumassi · Laurent Foirest · Thierry Gadou · Cyril Julian · Crawford Palmer · Antoine Rigaudeau · Stéphane Risacher · Laurent Sciarra · Moustapha Sonko · Frédéric Weis                                                     | Lituània Dainius Adomaitis · Gintaras Einikis · Audrius Giedraitis · Šarūnas Jasikevičius · Kęstutis Marčiulionis · Darius Maskoliūnas · Tomas Masiulis · Ramūnas Šiškauskas · Darius Songaila · Saulius Štombergas · Mindaugas Timinskas · Eurelijus Žukauskas |
| 2004 Atenes          | Argentina Carlos Delfino · Gabriel Fernández · Emanuel Ginóbili · Leonardo Gutierrez · Wálter Herrmann · Alejandro Montecchia · Andrés Nocioni · Fabricio Oberto · Pepe Sánchez · Luis Scola · Hugo Sconochini · Rubén Wolkowyski                    | Itàlia Gianluca Basile · Massimo Bulleri · Roberto Chiacig · Giacomo Galanda · Luca Garri · Denis Marconato · Michele Mian · Gianmarco Pozzecco · Nikola Radulović · Alex Righetti · Rodolfo Rombaldoni · Matteo Soragna                                            | Estats Units Carmelo Anthony · Carlos Boozer · Tim Duncan · Allen Iverson · LeBron James · Richard Jefferson · Stephon Marbury · Shawn Marion · Lamar Odom · Emeka Okafor · Amare Stoudemire · Dwyane Wade                                                      |
| 2008 Pequín          | Estats UnitsCarlos Boozer · Jason Kidd · LeBron James · Deron Williams · Michael Redd · Dwyane Wade · Kobe Bryant · Dwight Howard · Chris Bosh · Chris Paul · Tayshaun Prince · Carmelo Anthony                                                      | EspanyaPau Gasol · Rudy Fernández · Ricky Rubio · Juan Carlos Navarro · José Calderón · Felipe Reyes · Carlos Jiménez · Raül López · Berni Rodríguez · Marc Gasol · Àlex Mumbrú · Jorge Garbajosa                                                                   | ArgentinaCarlos Delfino · Manu Ginóbili · Román González · Leonardo Gutiérrez · Juan Pedro Gutiérrez · Federico Kammerichs · Andrés Nocioni · Fabricio Oberto · Antonio Porta · Pablo Prigioni · Paolo Quinteros · Luis Scola                                   |
| 2012 Londres         | Estats UnitsTyson Chandler · Kevin Durant · LeBron James · Russell Westbrook · Deron Williams · Andre Iguodala · Kobe Bryant · Kevin Love · James Harden · Chris Paul · Anthony Davis · Carmelo Anthony                                              | EspanyaPau Gasol · Rudy Fernández · Sergio Rodríguez · Juan Carlos Navarro · José Calderón · Felipe Reyes · Víctor Claver · Fernando San Emeterio · Sergio Llull · Marc Gasol · Serge Ibaka · Víctor Sada                                                           | RússiaAlexey Shved · Timofei Mozgov · Sergey Karasev · Vitali Fridzon · Aleksandr Kaun · Evgeny Voronov · Víktor Khryapa · Semyon Antónov · Sergei Monia · Dmitri Khvostov · Anton Ponkraixov · Andrei Kirilenko                                                |
| 2016 Rio de Janeiro  | Estats UnitsJimmy Butler · Kevin Durant · DeAndre Jordan · Kyle Lowry · Harrison Barnes · DeMar DeRozan · Kyrie Irving · Klay Thompson · DeMarcus Cousins · Paul George · Draymond Green · Carmelo Anthony                                           | SèrbiaMiloš Teodosić · Marko Simonović · Bogdan Bogdanović · Stefan Marković · Nikola Kalinić · Nemanja Nedović · Stefan Birčević · Miroslav Raduljica · Nikola Jokić · Vladimir Štimac · Stefan Jović · Milan Mačvan                                               | EspanyaPau Gasol · Rudy Fernández · Sergio Rodríguez Gómez · Juan Carlos Navarro · José Manuel Calderón · Felipe Reyes · Víctor Claver · Willy Hernangómez · Álex Abrines · Sergio Llull · Nikola Mirotić · Ricky Rubio                                         |
| 2024 París           | Estats UnitsBam Adebayo · Devin Booker · Stephen Curry · Anthony Davis · Kevin Durant · Anthony Edwards · Joel Embiid · Tyrese Haliburton · Jrue Holiday · LeBron James · Jayson Tatum · Derrick White                                               | FrançaAndrew Albicy · Nicolas Batum · Isaïa Cordinier · Bilal Coulibaly · Nando de Colo · Evan Fournier · Rudy Gobert · Mathias Lessort · Frank Ntilikina · Matthew Strazel · Victor Wembanyama · Guerschon Yabusele                                                | SèrbiaAleksa Avramović · Bogdan Bogdanović · Dejan Davidovac · Ognjen Dobrić · Marko Gudurić · Nikola Jokić · Nikola Jović · Vanja Marinković · Vasilije Micić · Nikola Milutinov · Filip Petrušev · Uroš Plavšić                                               |

#### Bàsquet 3x3
| Edició      | Or                                                                               | Argent                                                                    | Bronze                                                                              |
| 2020 Tòquio | Països BaixosAgnis Čavars · Edgars Krūmiņš · Kārlis Lasmanis · Nauris Miezis     | ROCIlia Karpenkov Kirill Pisklov Stanislav Sharov Alexander Zuev          | SèrbiaDušan Domović Bulut · Dejan Majstorović · Aleksandar Ratkov · Mihailo Vasić   |
| 2024 París  | Països BaixosJan Driessen · Dimeo van der Horst · Arvin Slagter · Worthy de Jong | FrançaLucas Dussoulier · Timothé Vergiat · Jules Rambaut · Franck Seguela | LituàniaŠarūnas Vingelis · Gintautas Matulis · Aurelijus Pukelis · Evaldas Džiaugys |

### Categoria femenina

#### Bàsquet 5x5
| Edició              | Or | Argent | Bronze |
| 1976 Mont-real      | Unió SovièticaOlga Barysheva · Tamara Daunienė · Natalia Klímova · Tatyana Ovechkina · Angelė Rupšienė · Nadezhda Shuvayeva · Nadejda Zakhàrova · Uljana Semjonova · Raïssa Kurviakova · Nelli Feryabnikova · Olga Sukharnova · Tatiana Zakharova-Nadirova | Estats UnitsCindy Brogdon · Susan Rojcewicz · Ann Meyers · Lusia Harris · Nancy Dunkle · Charlotte Lewis · Nancy Lieberman · Gail Marquis · Patricia Roberts · Mary Anne O’Connor · Patricia Head · Julienne Simpson                                | BulgàriaKrasimira Bogdanova · Diana Dilova · Krasimira Gyurova · Penka Metodieva · Snezhana Mikhaylova · Girgina Skerlatova · Mariya Stoyanova · Margarita Shtarkelova · Petkana Makaveeva · Nadka Golcheva · Penka Stoyanova · Todorka Yordanova |
| 1980 Moscou         | Unió SovièticaOlga Barysheva · Tatyana Ivinskaya · Nelli Feryabnikova · Vida Beselienė · Tatyana Ovechkina · Angelė Rupšienė · Lyubov Sharmay · Uljana Semjonova · Tatiana Zakharova-Nadirova · Olga Sukharnova · Nadezhda Shuvayeva · Lyudmila Rogozhina  | BulgàriaKrasimira Bogdanova · Vanya Dermendzhieva · Silviya Germanova · Petkana Makaveeva · Nadka Golcheva · Penka Stoyanova · Evladiya Slavcheva · Kostadinka Radkova · Snezhana Mikhaylova · Angelina Mikhaylova · Penka Metodieva · Diana Dilova | IugoslàviaVera Đurašković · Mersada Bećirspahić · Jelica Komnenović · Mira Bjedov · Vukica Mitić · Sanja Ožegović · Sofija Pekić · Marija Tonković · Zorica Đurković · Vesna Despotović · Biljana Majstorović · Jasmina Perazić                   |
| 1984 Los Angeles    | Estats UnitsTeresa Edwards · Lea Henry · Lynette Woodard · Anne Donovan · Cathy Boswell · Cheryl Miller · Janice Lawrence · Cindy Noble · Kim Mulkey · Denise Curry · Pamela McGee · Carol Menken-Schaudt                                                  | Corea del SudAei-Young Choi · Eun-Sook Kim · Hyung-Sook Lee · Kyung-Hee Choi · Mi-Ja Lee · Kyung-Ja Moon · Hwa-Soon Kim · Myung-Hee Jeong · Young-Hee Kim · Jung-A Sung · Chan-Sook Park                                                            | R.P. de la XinaChen Yuefang · Li Xiaoqin · Ba Yan · Song Xiaobo · Qui Chen · Wang Jun · Xiu Lijuan · Zheng Haixia · Cong Xuedi · Zhang Hui · Liu Qing · Zhang Yueqin                                                                              |
| 1988 Seül           | Estats UnitsTeresa Edwards · Kamie Ethridge · Cynthia Brown · Anne Donovan · Teresa Weatherspoon · Bridgette Gordon · Vicky Bullett · Andrea Lloyd · Katrina McClain · Jennifer Gillom · Cynthia Cooper · Suzanne McConnell                                | IugoslàviaStojna Vangelovska · Mara Lakić · Zana Lelas · Eleonora Wild · Kornelija Kvesić · Danira Nakić · Slađana Golić · Polona Dornik · Razija Mujanović · Vesna Bajkuša · Aselija Arbutina · Bojana Milošević                                   | Unió SovièticaOlga Buryakina · Yelena Khudashova · Vitalija Tuomaitė · Olga Yakovleva · Galina Savitskaya · Aleksandra Leonova · Olga Yevkova · Irina Sumnikova · Irina Minkh · Irina Gerlits · Olesya Barel · Natalya Zasulskaya                 |
| 1992 Barcelona      | Equip UnificatElen Bunatyants Irina Sumnikova Marina Tkachenko Irina Minkh Irina Gerlits Svetlana Zaboluyeva Natalya Zasulskaya Yelena Zhirko Yelena Tornikidu Yelena Shvaybovich Yelena Khudashova Yelena Baranova                                        | R.P. de la XinaCong Xuedi · He Jun · Li Dongmei · Li Xin · Liu Jun · Liu Qing · Peng Ping · Wang Fang · Zhan Shuping · Zheng Dongmei · Zheng Haixia                                                                                                 | Estats UnitsVicky Bullett · Daedra Charles · Cynthia Cooper · Clarissa Davis · Medina Dixon · Teresa Edwards · Tammy Jackson · Carolyn Jones · Katrina McClain · Suzanne McConnell · Vickie Orr · Teresa Weatherspoon                             |
| 1996 Atlanta        | Estats UnitsJennifer Azzi · Ruthie Bolton · Teresa Edwards · Venus Lacy · Lisa Leslie · Rebecca Lobo · Katrina McClain · Nikki McCray · Carla McGhee · Dawn Staley · Katy Steding · Sheryl Swoopes                                                         | BrasilRoseli Gustavo · Marta Sobral · Silvinha · Alessandra Oliveira · Cintia Santos · Claudia Maria Pastor · Hortência Marcari · Adriana Santos · Maria Angelica · Janeth Arcain · Maria Paula Silva · Leila Sobral                                | AustràliaRobyn Maher · Rachael Sporn · Michele Timms · Michelle Brogan · Trisha Fallon · Allison Cook · Carla Boyd · Sandy Brondello · Shelley Sandie · Fiona Robinson · Michelle Chandler                                                        |
| 2000 Sydney         | Estats UnitsTeresa Edwards · Yolanda Griffith · Chamique Holdsclaw · Ruthie Bolton · Lisa Leslie · Nikki McCray · DeLisha Milton-Jones · Katie Smith · Dawn Staley · Sheryl Swoopes · Natalie Williams · Kara Wolters                                      | AustràliaCarla Boyd · Sandy Brondello · Trisha Fallon · Michelle Griffiths · Kristi Harrower · Jo Hill · Lauren Jackson · Annie La Fleur · Shelley Sandie · Rachael Sporn · Michele Timms · Jennifer Whittle                                        | BrasilJaneth Arcain · Ilisaine Karin David · Lilian Cristin Concalves · Helen Luz · Silvinha · Cláudia das Neves · Alessandra Oliveira · Adriana Moisés Pinto · Adriana Santos · Cintia Santos · Kelly Santos · Marta Sobral                      |
| 2004 Atenes         | Estats UnitsSue Bird · Swin Cash · Tamika Catchings · Yolanda Griffith · Shannon Johnson · Lisa Leslie · Ruth Riley · Katie Smith · Dawn Staley · Sheryl Swoopes · Diana Taurasi · Tina Thompson                                                           | AustràliaSuzy Batkovic · Sandy Brondello · Trisha Fallon · Kristi Harrower · Lauren Jackson · Natalie Porter · Alicia Poto · Belinda Snell · Rachael Sporn · Laura Summerton · Penny Taylor · Allison Tranquilli                                    | RússiaAnna Arkhipova · Olga Arteshina · Yelena Baranova · Diana Goustilina · Maria Kalmykova · Elena Karpova · Ilona Korstin · Irina Osipova · Oxana Rakhmatulina · Tatiana Shchegoleva · Maria Stepanova · Natalia Vodopyanova                   |
| 2008 Pequín         | Estats UnitsSeimone Augustus · Sue Bird · Tamika Catchings · Sylvia Fowles · Kara Lawson · Lisa Leslie · DeLisha Milton-Jones · Candace Parker · Cappie Pondexter · Katie Smith · Diana Taurasi · Tina Thompson                                            | AustràliaErin Phillips · Tully Bevilaqua · Jennifer Screen · Penny Taylor · Suzy Batkovic · Hollie Grima · Kristi Harrower · Laura Summerton · Belinda Snell · Emma Randall · Rohanee Cox · Lauren Jackson                                          | RússiaMarina Kúzina · Oxana Rakhmatulina · Natalia Vodopyanova · Becky Hammon · Marina Karpunina · Tatiana Shchegoleva · Ilona Korstin · Maria Stepanova · Yekaterina Lisina · Irina Sokolovskaya · Svetlana Abrosimova · Irina Osipova           |
| 2012 Londres        | Estats UnitsLindsay Whalen · Seimone Augustus · Sue Bird · Maya Moore · Angel McCoughtry · Asjha Jones · Tamika Catchings · Swin Cash · Diana Taurasi · Sylvia Fowles · Tina Charles · Candace Parker                                                      | FrançaIsabelle Yacoubou · Endéné Miyem · Clémence Beikes · Sandrine Gruda · Edwige Lawson-Wade · Céline Dumerc · Florence Lepron · Émilie Gomis · Marion Laborde · Élodie Godin · Emmeline Ndongue · Jennifer Digbeu                                | AustràliaSuzy Batkovic · Abby Bishop · Liz Cambage · Kristi Harrower · Lauren Jackson · Rachel Jarry · Kathleen MacLeod · Jenna O'Hea · Samantha Richards · Jennifer Screen · Belinda Snell · Laura Summerton                                     |
| 2016 Rio de Janeiro | Estats UnitsLindsay Whalen · Seimone Augustus · Sue Bird · Maya Moore · Angel McCoughtry · Breanna Stewart · Tamika Catchings · Elena Delle Donne · Diana Taurasi · Sylvia Fowles · Tina Charles · Brittney Griner                                         | EspanyaLeticia Romero · Laura Nicholls · Sílvia Domínguez · Alba Torrens · Laia Palau · Marta Xargay · Leonor Rodríguez · Lucila Pascua · Anna Cruz · Laura Quevedo · Laura Gil · Astou Ndour                                                       | SèrbiaTamara Radočaj · Sonja Petrović · Saša Čađo · Sara Krnjić · Nevena Jovanović · Jelena Milovanović · Dajana Butulija · Dragana Stanković · Aleksandra Crvendakić · Milica Dabović · Ana Dabović · Danielle Page                              |
| 2020 Tòquio         | Estats UnitsJewell Loyd · Skylar Diggins-Smith · Sue Bird · Ariel Atkins · Chelsea Gray · A'ja Wilson · Breanna Stewart · Napheesa Collier · Diana Taurasi · Sylvia Fowles · Tina Charles · Brittney Griner                                                | JapóMoeko Nagaoka · Maki Takada · Naho Miyoshi · Rui Machida · Nako Motohashi · Nanaka Todo · Saki Hayashi · Evelyn Mawuli · Saori Miyazaki · Yuki Miyazawa · Himawari Akaho · Monica Okoye                                                         | FrançaAlexia Chartereau · Héléna Ciak · Alix Duchet · Marine Fauthoux · Sandrine Gruda · Marine Johannès · Sarah Michel · Endéné Miyem · Iliana Rupert · Diandra Tchatchouang · Valériane Vukosavljević · Gabby Williams                          |
| 2024 París          | Estats UnitsNapheesa Collier · Kahleah Copper · Chelsea Gray · Brittney Griner · Sabrina Ionescu · Jewell Loyd · Kelsey Plum · Breanna Stewart · Diana Taurasi · Alyssa Thomas · A'ja Wilson · Jackie Young                                                | FrançaValériane Ayayi · Marième Badiane · Romane Bernies · Alexia Chery · Marine Fauthoux · Marine Johannès · Leïla Lacan · Dominique Malonga · Sarah Michel · Iliana Rupert · Janelle Salaün · Gabby Williams                                      | AustràliaAmy Atwell · Isobel Borlase · Cayla George · Lauren Jackson · Tess Madgen · Ezi Magbegor · Jade Melbourne · Alanna Smith · Stephanie Talbot · Marianna Tolo · Kristy Wallace · Sami Whitcomb                                             |

#### Bàsquet 3x3
| Edició      | Or                                                                            | Argent                                                                            | Bronze                                                                      |
| 2020 Tòquio | Estats UnitsStefanie Dolson · Allisha Gray · Kelsey Plum · Jackie Young       | ROCEvgeniia Frolkina Olga Frolkina Yulia Kozik Anastasia Logunova                 | R.P. de la XinaWan Jiyuan · Wang Lili · Yang Shuyu · Zhang Zhiting          |
| 2024 París  | AlemanyaMarie Reichert · Elisa Mevius · Sonja Greinacher · Svenja Brunckhorst | EspanyaVega Gimeno · Sandra Ygueravide · Juana Camilión · Gracia Alonso de Armiño | Estats UnitsDearica Hamby · Cierra Burdick · Hailey Van Lith · Rhyne Howard |